# الفضل بن صالح
الفضل بن صالح (عربی: الفضل بن صالح بن علی بن عبدالله العباسی؛ ۷۴۰ – ۷۸۹) فرمانروای مصر در دوران خلافت عباسی بود.